# 綾川五郎次 (1883年生)
綾川 五郎次（あやがわ ごろうじ、1883年11月2日 - 1933年2月16日）は、青森県南津軽郡（現黒石市）出身で入間川部屋に所属した大相撲力士。本名は村上 要作（むらかみ ようさく）。最高位は関脇。

## 来歴
1883年11月2日に青森県南津軽郡（現黒石市）で生まれる。幼少期から宮相撲で活躍して力士を志し、旧制盛岡中学校を中退して高砂部屋へ入門、1905年1月場所で序ノ口から初土俵を踏んだ。1910年6月場所で十両に昇進し、1914年1月場所で新入幕を果たした。入幕後は負け越しがなく、鳳谷五郎を二度破るなど「鳳キラー」として活躍、1915年5月場所で小結へ、1916年5月場所で関脇へ昇進したが、腎結石のために初日の取り組みに出場（黒星）のみで残りを全休、それ以降も不振で番付が降下していった。また、2代目朝潮高砂の襲名争いに敗れたことで入間川部屋へ移籍した。綾川が出羽ノ海一門へ離脱したことによって相撲界が高砂部屋の時代から出羽ノ海部屋の時代へと加速したとされる。
入幕する前に学生相撲の普及・指導に尽力したことで明治大学の相撲部師範を務め、学生相撲道場の設立を念願としていた。これによって学生による後援者が多く、本場所開催中の学生応援団による野球のような熱狂的応援は名物として知られた。
1921年1月場所（全休）を最後に現役引退して年寄・千賀ノ浦を襲名、千賀ノ浦部屋を創設したが、経営中に腎臓病の治療のために自彊術を始めると心身共に回復したため、以後は本業である相撲よりも力を入れて普及を行ったほか、故郷でりんごサイダーの製造を始めたために部屋の経営を止めた。1928年にはプロレス興行を企画して、大日本レスリング協会の役員を務めた。1930年から監事、理事を務めたが1933年2月16日、腎臓結石により死去、49歳没。

## 人物・エピソード
- 弁舌・文筆に優れており、相撲の決まり手である四十八手を写真入りで解説した「一味清風」を著し、大変な話題となった。
- ハイカラ好み、自由奔放な性格で、ある本場所中に洋服を着て場所入りしたが、協会幹部の耳に入って取締に呼び出された上に散々怒られ、洋服での場所入りを禁じられた上に、せっかく新調した背広も協会に没収された。また、幕内力士しか許可されていなかった二人引きの人力車を幕下時代から乗り回していた。
- 四股名の「綾川五郎次」は第2代横綱の綾川五郎次と同名・同表記。横綱を意識してこの名を襲名したのは明らかだが、横綱の方は栃木県宇都宮市の出身とされており、自身とは郷里も異なるのに何故この四股名を襲名したのかは不明。

## 主な成績
- 通算幕内成績：45勝34敗12分5預54休 勝率.570
- 幕内在位：15場所
- 三役在位：3場所（関脇1場所、小結2場所）

| 1905年 （明治38年） | 西序ノ口19枚目 –                | 東序二段32枚目 –       |
| 1906年 （明治39年） | 東三段目36枚目 –                | 西三段目6枚目 –        |
| 1907年 （明治40年） | 東幕下51枚目 –                  | 西幕下46枚目 –         |
| 1908年 （明治41年） | 東幕下14枚目 –                  | 西幕下9枚目 –          |
| 1909年 （明治42年） | 東幕下筆頭 2–2 1分 （対十両戦） | 西幕下8枚目 2–2 1分    |
| 1910年 （明治43年） | 西幕下10枚目 5–0                | 東十両4枚目 4–2 1預    |
| 1911年 （明治44年） | 西十両2枚目 0–0–10              | 西幕下筆頭 2–3         |
| 1912年 （明治45年） | 西幕下7枚目 5–0                 | 東十両9枚目 3–2        |
| 1913年 （大正2年） | 西十両8枚目 3–2                 | 西十両8枚目 5–1        |
| 1914年 （大正3年） | 西前頭17枚目 6–1 3分            | 東前頭8枚目 4–2–2 2分  |
| 1915年 （大正4年） | 東前頭6枚目 5–2–1 1分1預        | 西小結 4–3 3引分       |
| 1916年 （大正5年） | 東小結 5–2–1 2預                | 東関脇 0–1–9           |
| 1917年 （大正6年） | 西前頭4枚目 0–0–10              | 西前頭9枚目 0–4–1      |
| 1918年 （大正7年） | 東前頭16枚目 3–2–5              | 東前頭11枚目 4–5 1引分 |
| 1919年 （大正8年） | 東前頭10枚目 4–4–1 1引分        | 東前頭16枚目 6–3 1引分 |
| 1920年 （大正9年） | 東前頭10枚目 4–5 1預            | 西前頭8枚目 0–0–10     |
| 1921年 （大正10年） | 西前頭14枚目 引退 0–0–10        | x                      |
| 各欄の数字は、「勝ち-負け-休場」を示す。 優勝 引退 休場 十両 幕下 三賞：敢=敢闘賞、殊=殊勲賞、技=技能賞 その他：★=金星 番付階級：幕内 - 十両 - 幕下 - 三段目 - 序二段 - 序ノ口 幕内序列：横綱 - 大関 - 関脇 - 小結 - 前頭（「#数字」は各位内の序列） |                                 |                        |

- 幕下以下の地位は小島貞二コレクションの番付実物画像による。幕下の勝敗数等において、暫定的に対十両戦の分のみを示している箇所あり。